# Jerzy Toeplitz

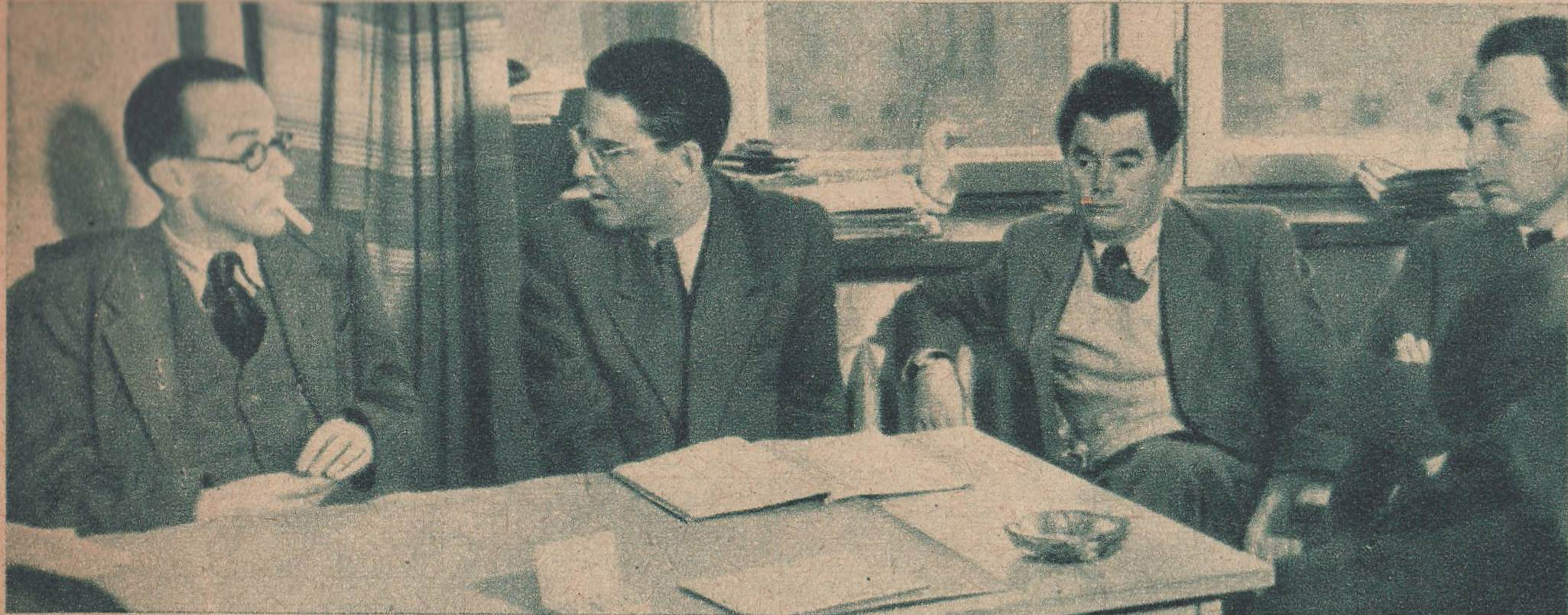
Konferensen "World Union of documentary films" 1948 Warszawa: Basil Wright (till vänster), Elmar Klos, Joris Ivens och Jerzy Toeplitz, 1948.

Jerzy Toeplitz, född 24 november 1909 i Charkiv, död 25 juli 1995, var en polsk filmhistoriker.

## Biografi
Toeplitz fick sin utbildning i Warszawa. Efter andra världskriget var han en av grundarna av den polska filmskolan, och tog senare upp en kontakt i Australien för Film- och TV-skolan.
Åren 1948-72 var han vice ordförande för Internationella film- och TV-rådet (USA) och 1959 blev han medlem av juryn vid 1:a internationella filmfestival i Moskva. Två år senare var han en medlem av juryn vid 2:a internationella filmfestival i Moskva.
Toeplitz var också författare och publicerade ett antal böcker som har översatts till många språk. I nästan 30 år (1948-71), var han också ordförande för International Federation of Film Archives (FIAF), där han spelade en mycket viktig roll, rent allmänt i kalla krigets konjunktur, men särskilt i den stora kris i FIAF:s historia, som uppstod när Henri Langlois (en av grundarna av Cinemathèquè Française) lämnade FIAF. Toeplitz uppgift var en mycket viktig särskiljning (typiskt för hans generation) eftersom han var både filmlärare och rektor (1948–1968) för filmskolan i den polska staden Łódź (en referens i den tiden). Denna skola hade en avgörande inverkan på den moderna filmen i Polen. Åren 1973–1979 var han därefter direktör för film- och TV-skolan i Australien för att sedan återvända till Polen.
År 1985 utsågs han till hedersmedlem av Order of Australia för sina tjänster till australiensisk film. År 1986 var han en medlem av juryn på 36:e Filmfestivalen i Berlin.